# Bela Stena
Pour les articles homonymes, voir Bela Stena (Palilula).
Bela Stena (en serbe cyrillique : Бела Стена) est un village de Serbie situé dans la municipalité de  Raška, district de Raška. Au recensement de 2011, il comptait 678 habitants.

## Géographie
Bela Stena est située sur les bords de l'Ibar.

## Démographie

### Évolution historique de la population
| 1948 | 1953 | 1961 | 1971 | 1981 | 1991 | 2002 | 2011 |
| ---- | ---- | ---- | ---- | ---- | ---- | ---- | ---- |
| 915  | 652  | 745  | 681  | 646  | 597  | 491  | 678  |

|  |